# Arenthon
Arenthon és un municipi francès situat al departament de l'Alta Savoia i a la regió d'Alvèrnia-Roine-Alps. L'any 2007 tenia 1.392 habitants.

## Demografia

### Població
El 2007 la població de fet d'Arenthon era de 1.392 persones. Hi havia 532 famílies de les quals 102 eren unipersonals (43 homes vivint sols i 59 dones vivint soles), 156 parelles sense fills, 223 parelles amb fills i 51 famílies monoparentals amb fills.
La població ha evolucionat segons el següent gràfic:
Habitants censats

### Habitatges
El 2007 hi havia 576 habitatges, 537 eren l'habitatge principal de la família, 20 eren segones residències i 20 estaven desocupats. 492 eren cases i 81 eren apartaments. Dels 537 habitatges principals, 427 estaven ocupats pels seus propietaris, 90 estaven llogats i ocupats pels llogaters i 20 estaven cedits a títol gratuït; 5 tenien una cambra, 19 en tenien dues, 66 en tenien tres, 144 en tenien quatre i 303 en tenien cinc o més. 488 habitatges disposaven pel capbaix d'una plaça de pàrquing. A 169 habitatges hi havia un automòbil i a 345 n'hi havia dos o més.

### Piràmide de població
La piràmide de població per edats i sexe el 2009 era:
| Homes | Edats   | Dones |
| ----- | ------- | ----- |
| 0     | 95 o +  | 0     |
| 0     | 90 a 94 | 0     |
| 4     | 85 a 89 | 8     |
| 0     | 80 a 84 | 4     |
| 12    | 75 a 79 | 12    |
| 28    | 70 a 74 | 16    |
| 20    | 65 a 69 | 32    |
| 16    | 60 a 64 | 20    |
| 44    | 55 a 59 | 28    |
| 52    | 50 a 54 | 36    |
| 24    | 45 a 49 | 64    |
| 56    | 40 a 44 | 28    |
| 80    | 35 a 39 | 64    |
| 40    | 30 a 34 | 36    |
| 28    | 25 a 29 | 28    |
| 28    | 20 a 24 | 32    |
| 12    | 15 a 19 | 16    |
| 60    | 10 a 14 | 56    |
| 44    | 5 a 9   | 44    |
| 24    | 0 a 4   | 24    |

## Economia
El 2007 la població en edat de treballar era de 954 persones, 742 eren actives i 212 eren inactives. De les 742 persones actives 704 estaven ocupades (374 homes i 330 dones) i 39 estaven aturades (17 homes i 22 dones). De les 212 persones inactives 78 estaven jubilades, 66 estaven estudiant i 68 estaven classificades com a «altres inactius».

### Ingressos
El 2009 a Arenthon hi havia 534 unitats fiscals que integraven 1.418,5 persones, la mediana anual d'ingressos fiscals per persona era de 25.275 €.

### Activitats econòmiques
Dels 67 establiments que hi havia el 2007, 3 eren d'empreses extractives, 1 d'una empresa de fabricació de material elèctric, 1 d'una empresa de fabricació d'elements pel transport, 5 d'empreses de fabricació d'altres productes industrials, 13 d'empreses de construcció, 17 d'empreses de comerç i reparació d'automòbils, 3 d'empreses de transport, 3 d'empreses d'hostatgeria i restauració, 2 d'empreses financeres, 4 d'empreses immobiliàries, 5 d'empreses de serveis, 2 d'entitats de l'administració pública i 8 d'empreses classificades com a «altres activitats de serveis».
Dels 19 establiments de servei als particulars que hi havia el 2009, 1 era un taller de reparació d'automòbils i de material agrícola, 3 paletes, 1 guixaire pintor, 4 fusteries, 1 lampisteria, 3 electricistes, 3 perruqueries, 2 restaurants i 1 agència immobiliària.
Els 2 establiments comercials que hi havia el 2009 eren botiges de menys de 120 m².
L'any 2000 a Arenthon hi havia 24 explotacions agrícoles que ocupaven un total de 768 hectàrees.

## Equipaments sanitaris i escolars
El 2009 hi havia una escola elemental.

## Poblacions més properes
El següent diagrama mostra les poblacions més properes.